# Агиенко, Александр Фёдорович
Алекса́ндр Святого́р (настоящее имя Алекса́ндр Фёдорович Агие́нко; 1889—1937) — российский и советский поэт, публицист, деятель анархического движения в России, создатель биокосмизма.

## Биография
Из биографии Святогора известно не много. Родился в 1880-е годы в семье священника в Харьковской губернии. Учился в семинарии, где увлекся анархизмом, участвовал в работе подпольного кружка, в агитационной работе и экспроприациях, за что неоднократно оказывался в тюрьме. В начале 1900-х годов берет псевдоним Святогор, выпускает ряд сборников стихов. Становится одним из командиров Черной гвардии, проводит экспроприации и позже принимает активное участие в событиях Октября. Публикуется в газете «Анархия».
В 1919 году Святогор покидает Москву и уезжает в Украину, где ведет подпольную борьбу с австро-немецкими оккупантами. В это время он переосмысляет складывающееся в анархистском движении положение дел и постепенно приходит к идее биокосмизма.
1920-е годы возвращается в Москву и примыкает к анархо-универсалистам и создает в рамках этого объединения «Креаторий биокосмистов».
В ноябре 1922 года вместе и Иоанникием Смирновым и Фёдором Жилкиным создаёт «Свободную трудовую церковь», но уже в середине 1920-х годов становится марксистом-ленинистом и «воинствующим безбожником».
В 1930-е годы работал библиографом при Центральном антирелигиозном музее в Москве.
В 1937 году осужден на несколько лет лагерей и после этого биографические сведения о нём обрываются.